# بنجامين برستون
بنجامين برستون (بالإنجليزية: Benjamin Preston)‏ (20 أبريل 1846 - 1 يونيو 1914) هو لاعب كريكت بريطاني (وحمل سابقاً جنسية المملكة المتحدة لبريطانيا العظمى وأيرلندا).